# 잇사이촌
잇사이촌(揖西村)은 효고현 이보군에 존재했던 촌이다. 1951년에 다쓰노정, 이보촌, 가미오카촌, 혼다촌과 합병에 의해 다쓰노시가 되어 소멸하였다.

## 역사
- 1909년 5월 1일 - 히라이촌, 구와바라촌, 후세촌이 합병해 성립하였다.
- 1951년 4월 1일 - 다쓰노정, 이보촌, 가미오카촌,혼다촌과 합병해 다쓰노시가 성립하여 소멸하였다.